# 邓肯·麦克杜格尔
邓肯·麦克杜格尔（英語：Duncan McDougall，1959年3月14日—），英国男子赛艇运动员。他曾代表英国参加1980年和1984年夏季奥林匹克运动会赛艇比赛，其中1980年奥运会获得一枚银牌。